# Національна асоціація адвокатів України
Національна асоціація адвокатів України (НААУ) — недержавна некомерційна професійна організація, яка об'єднує усіх адвокатів України.

## Мета
Створена з метою забезпечення реалізації завдань адвокатського самоврядування, які визначені Законом України «Про адвокатуру та адвокатську діяльність»
Ґрунтується на засадах професійної приналежності для сприяння розвитку та зміцнення інституту адвокатури в Україні, підвищення рівня правової допомоги, що надається адвокатами, ролі та авторитету адвокатури в суспільстві, захисту прав і законних інтересів членів НААУ.
НААУ була створена з'їздом адвокатів України, який є вищим органом адвокатського самоврядування, до складу якого входять делегати, які обираються конференціями адвокатів регіонів і які є вищими органами адвокатського самоврядування в регіонах. З моменту державної реєстрації НААУ її членами стали всі особи, які мають свідоцтво про право на заняття адвокатською діяльністю. Інші особи стають членами НААУ з моменту складення присяги адвоката України.

## Завдання Національної асоціації адвокатів України
НААУ відповідно до чинного закондавства здійснює:
- представлення адвокатури України у відносинах з органами державної влади, органами місцевого самоврядування, їх посадовими і службовими особами, підприємствами, установами, організаціями незалежно від форми власності, громадськими об'єднаннями та міжнародними організаціями, делегує представників до органів державної влади;
- захист професійних прав адвокатів та забезпечення гарантій адвокатської діяльності;
- забезпечення високого професійного рівня адвокатів України шляхом проведення заходів підвищення кваліфікації адвокатів;
- забезпечення доступу та відкритості інформації стосовно адвокатів України;
- виконання інших функцій відповідно до Закону.

Доступ та відкритість інформації стосовно адвокатів забезпечується, зокрема, веденням Єдиного реєстру адвокатів України (ЄРАУ) — електронної бази даних, яка містить відомості про чисельність і персональний склад адвокатів України, адвокатів іноземних держав, які відповідно до профільного закону набули права на заняття адвокатською діяльністю, та про обрані адвокатами організаційні форми адвокатської діяльності.

## Органи адвокатського самоврядування
НААУ об'єднує органи адвокатського самоврядування в Україні:
- З'їзд адвокатів України;
- Рада адвокатів України;
- Вища кваліфікаційно-дисциплінарна комісія адвокатури[4];
- Вища ревізійна комісія адвокатури[5];
- конференції адвокатів регіонів;
- ради адвокатів регіонів;
- кваліфікаційно-дисциплінарні комісії регіонів;
- ревізійні комісії регіонів.

## Представники НААУ за кордоном
У кожній державі можуть призначатись та функціонувати один або більше представників НААУ. Представники призначаються та діють у певній адміністративно-територіальній одиниці держави перебування. Діяльність представників координується через Комітет НААУ з міжнародних зв’язків.
Рішення про призначення представника приймає голова НААУ, РАУ.
Представники є в Австрії, Бельгії,  Болгарії, Великій Британії, Ізраїлі,  Ірландії, Іспанії, Канаді,  Кіпрі, Люксембурзі,  Молдові, Німеччині, Польщі, Португалії, Сполучених Штатах Америки, Туреччині, Угорщині, Франції, Чехії.
Функції представників у державі перебування:
- безпосереднє представництво інтересів НААУ у стосунках з органами адвокатського самоврядування, державними органами та організаціями;
- співпраця з іноземними дипломатичними представництвами;
- налагодження контактів з партнерами НААУ;
- популяризація діяльності НААУ.

Фінансування діяльності представників НААУ за кордоном здійснюється за їх власний рахунок, за рахунок коштів спонсорів (фізичних та юридичних осіб), благодійних фондів (організацій) та ґрунтується на принципі самофінансування.
НААУ не здійснює фінансування та не покриває витрати представників.

## Видання НААУ
Відповідно до статті 55 Закону України «Про адвокатуру та адвокатську діяльність» Рада адвокатів України визначила друкованим органом Національної асоціації адвокатів України «Вісник Національної асоціації адвокатів України», перший номер якого вийшов друком у грудні 2013 року.
Видання позиціонується як інформаційно-аналітична платформа Національної асоціації адвокатів України для обміну між адвокатами кращими практиками надання правової допомоги, здійснення захисту і представництва, для професійної полеміки.
Реєстраційне свідоцтво серія КВ N 20370‐10170Р від 19.11.2013.
Періодичність виходу - раз на місяць.

## Відзнаки НААУ
Статус заохочуваних відзнак та нагород НААУ та порядок нагородження ними визначаються Положенням про заохочувальні відзнаки Національної асоціації адвокатів України.
Адвокатам України присуджуються такі відзнаки національного рівня:
- Нагрудний знак НААУ «Видатний адвокат України»
- Нагрудний знак НААУ «Захисник адвокатури»
- Почесна відзнака НААУ Першого ступеня
- Почесна відзнака НААУ Другого ступеня
- Почесна відзнака НААУ Третього ступеня
- Почесна відзнака «За лідерство в адвокатурі»
- Почесна грамота НААУ
- Подяка Голови НААУ
- Відзнака НААУ з певної нагоди чи досягнення
- Нагородний цінний подарунок від НААУ.

Адвокати та інші особи, які хоч і не є адвокатами, однак своєю діяльністю зробили значний внесок в розвиток професії адвоката та сприяли інституційному розвитку НААУ, та (або) конкретної галузі права, а також особи, які є визнаними фахівцями в галузях, що безпосередньо чи опосередковано пов’язані зі сферою діяльності інституту адвокатури також можуть нагороджуватися такими відзнаками національного рівня:
- Почесна відзнака НААУ «Захисник адвокатури України»
- Почесна грамота НААУ
- Подяка Голови НААУ
- Нагородний цінний подарунок від НААУ.

## Скандали
Згідно матеріалу опублікованого Bihus.Info, люди, які роками співпрацювали із державним зрадником Віктором Медведчуком та поділяли його проросійську ідеологію, навіть після його затримання та «відправки» до РФ, продовжують зберігати вплив та ключові посади у системі української адвокатури.
Від початку створення Національної асоціації її очолила Лідія Ізовітова, яку в медіа та у адвокатському середовищі називають «людиною Медведчука».
У 2022 році Рада адвокатів Закарпаття обрала Темнохудову своєю представницею до Вищої кваліфікаційно-дисциплінарної комісії адвокатури України. Темнохудова була не лише помічницею, а й поділяла ідеологічні цінності політика Медведчука. Зокрема, 2020 року в інтерв'ю місцевому медіа вона зазначила, що їй імпонують ідеї мирної України, які відстоює Медведчук.

### Відтермінування виборів голови асоціації
Попри те що термін перебування на посаді Лідії Ізовітової закінчився ще у 2022 році, вона досі є головою асоціації. Засновниця ініціативи «Голка» Ірина Федорів зауважує: 
Свої 10 років вона перебула – це факт. Вибори вони не проводять, вони кажуть – військовий стан. Але слухайте, ми розуміємо, що це просто казки, подивіться на Верховний суд, там є Велика Палата. І в умовах військового стану люди собі провели і вибрали новий склад Великої Палати.